# Jurassic National Monument

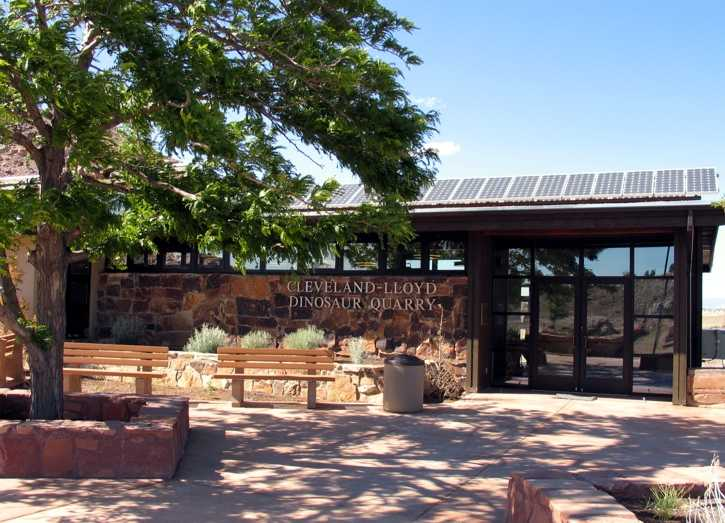
Infocenter

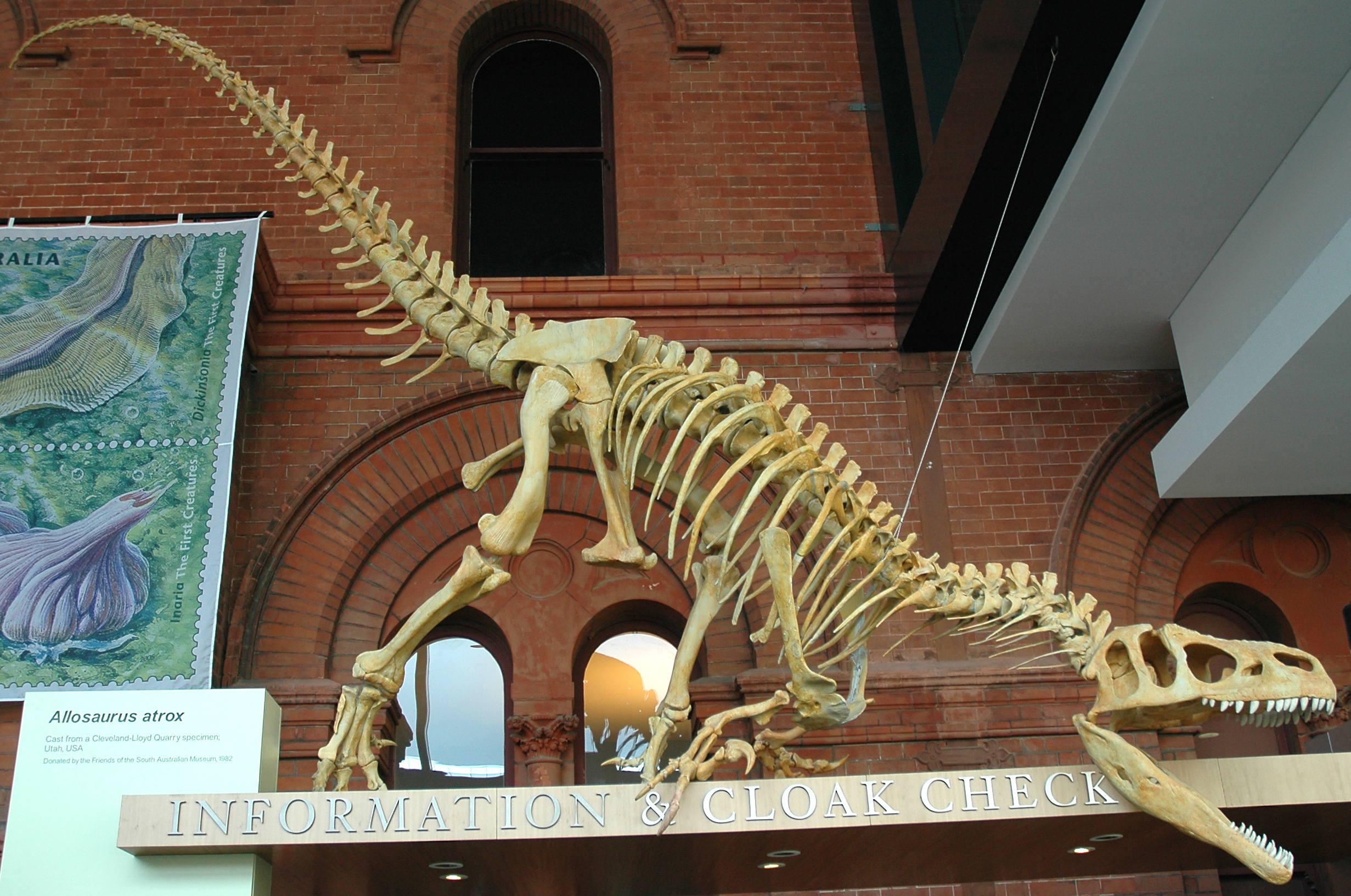
Allosaurus Skelett

Das Jurassic National Monument ist ein US-amerikanisches National Monument im Emery County in Utah. Es wurde am 12. März 2019 mit Unterzeichnung des Kongress-Gesetzes John D. Dingell, Jr. Conservation, Management, and Recreation Act durch Präsident Donald Trump ausgewiesen. Das National Monument wurde zum Schutz dieser Dinosaurier-Fundstelle in einem Steinbruch ausgewiesen. Weit über 15.000 Knochen wurden seit 1927 in dieser Ausgrabungsstätte ausgegraben und es werden noch viele tausend weitere Knochen auf dem Gelände vermutet. Das Bureau of Land Management betreut das Jurassic National Monument. 
Schon 1965 erfolgte die Ausweisung des Steinbruchs als National Natural Landmark (NNL).